# Diana of the Crossways
Diana of the Crossways er en britisk stumfilm fra 1922 af Denison Clift.

## Medvirkende
- Fay Compton som Diana
- Henry Victor som Honourable Percy Dacier
- Joseph Tozer som Augustus Warwick
- A. Harding Steerman som Tonans
- J. Fisher White som Lord Dannisburgh
- Reginald Fox som Tom Rodworth
- Ivo Dawson som Sir Lukyne Dunstane